# Малаппурам (округ)
Малаппу́рам (малаял. മലപ്പുറം ജില്ലാ; англ. Malappuram) — округ в индийском штате Керала. Образован 16 июня 1969 года. Административный центр — город Малаппурам. Площадь округа — 3550 км².

## География

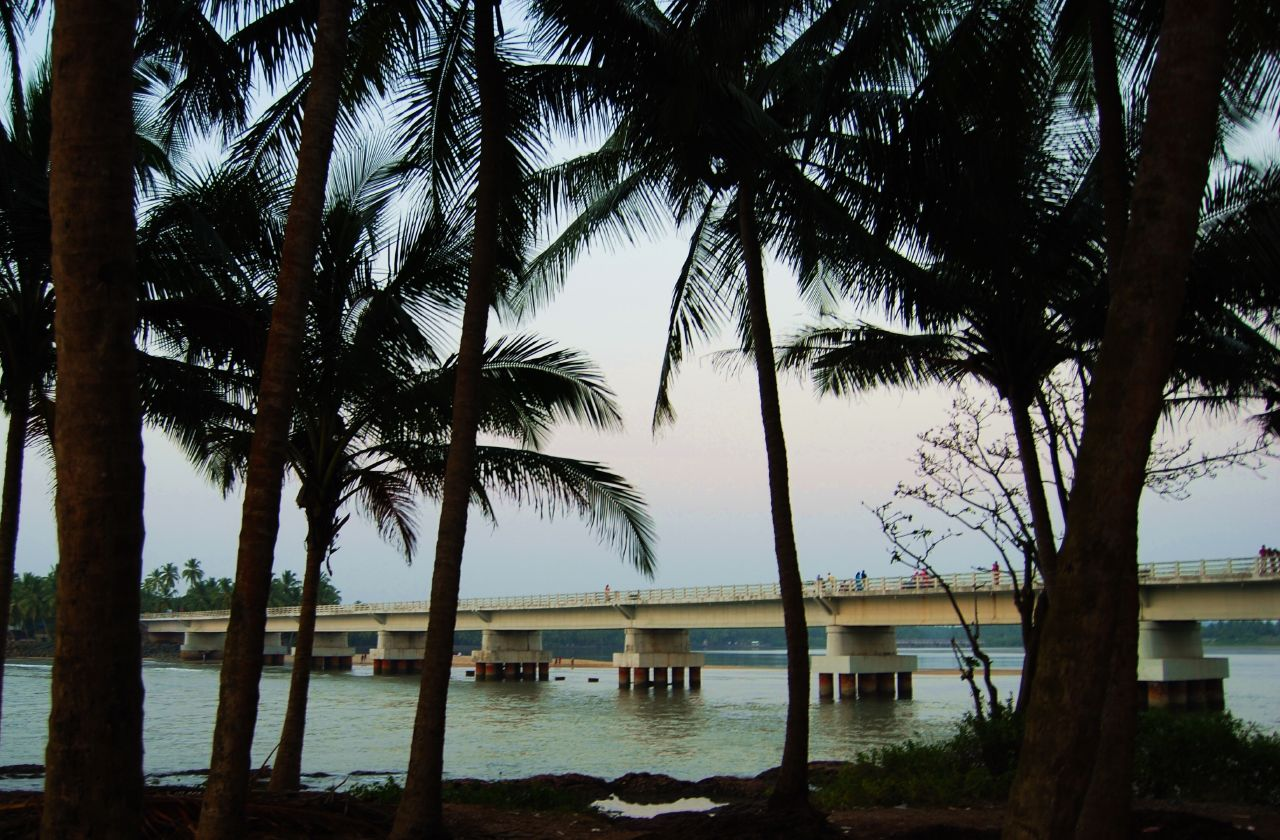
Мост через реку Кадалунди

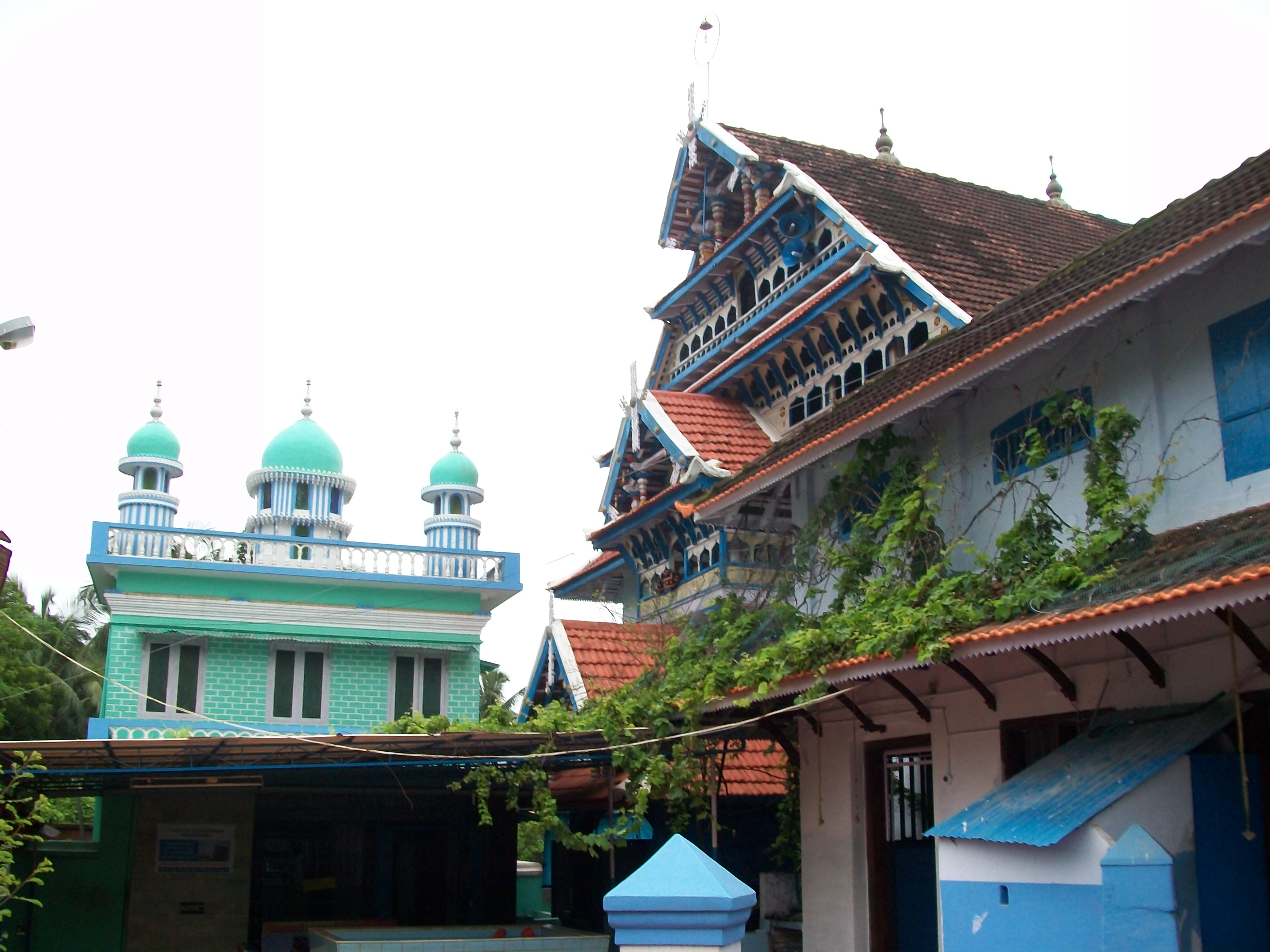
Мечеть в городе Паннани

Округ находится на севере центральной части штата, граничит с округами Ваянад и Кожикоде (на севере), Палаккад (на юго-востоке) и Триссур (на юге) и штатом Тамилнад (на северо-востоке). На западе омывается водами Аравийского моря. В административном отношении делится на 6 талуков.
Основные реки, протекающие через округ: Бхаратапужа, Чалияр, Кадалунди и Тирур.

## Население
По данным всеиндийской переписи 2001 года население округа составляло 3 629 640 человек. Уровень грамотности взрослого населения составлял 89,6 %, что значительно выше среднеиндийского уровня (59,5 %). Доля городского населения составляла 9,8 %. Это единственный округ в Южной Индии, в котором большинство населения составляют мусульмане (68,6 %). Доля индуистов составляет 29,2 %; христиан — 2,2 %.

## Транспорт
Ближайший международный аэропорт находится в Кожикоде, в 26 км от Малаппурама.